# Geyssans
Geyssans é uma comuna francesa na região administrativa de Auvérnia-Ródano-Alpes, no departamento de Drôme. Estende-se por uma área de 10,90 km². Em 2010 a comuna tinha 743 habitantes (densidade: 68,2 hab./km²).